# Raymond Talleux

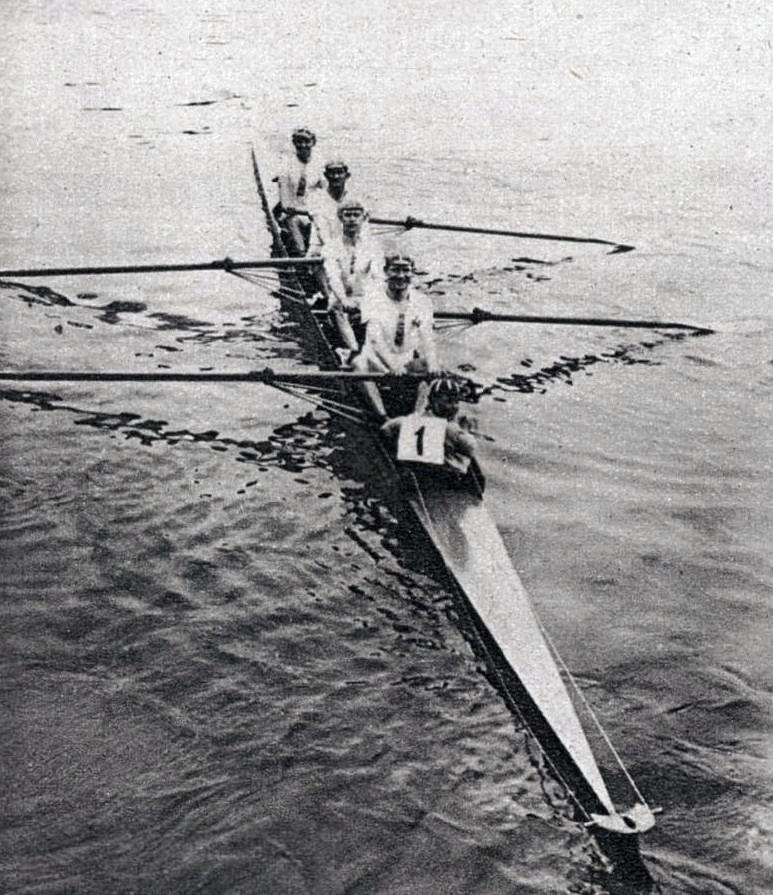
Raymond Talleux, Eugène Constant, Louis Gressier, Georges Lecointe und Steuermann Marcel Lepan 1924 als Sieger der vorolympischen Regatta

Raymond Émile Julien Talleux (* 2. März 1901 in Boulogne-sur-Mer; † 21. März 1982 in Saint-Martin-Boulogne) war ein französischer Ruderer, der 1924 Olympiazweiter im Vierer mit Steuermann wurde.

## Sportliche Karriere
Raymond Talleux ruderte für die Émulation Nautique Boulonnaise in Boulogne-sur-Mer. Bei den Europameisterschaften 1923 gewann er zusammen mit Eugène Constant und Steuermann Ernest Barberolle Bronze im Zweier mit Steuermann hinter den Booten aus der Schweiz und aus Italien.
Bei den Olympischen Spielen 1924 in Paris gewannen Constant und Talleux mit Steuermann Marcel Lepan den Vorlauf vor dem Boot aus den Vereinigten Staaten. Im zweiten Vorlauf siegten die Schweizer vor den Italienern. Im Finale führten lange die Franzosen, fielen aber auf dem letzten Streckenteil zurück. Die Schweizer gewannen vor den Italienern, das Boot aus den Vereinigten Staaten erhielt die Bronzemedaille vor den Franzosen. Im Vierer mit Steuermann traten Talleux, Constant und Lepan zusammen mit Louis Gressier und George Lecointe an. Die Franzosen gewannen ihren Vorlauf. Im Finale siegten die Ruderer aus der Schweiz mit drei Sekunden Vorsprung vor den Franzosen, dahinter erreichten die Ruderer aus den Vereinigten Staaten als Dritte das Ziel vor den Italienern.
Talleux war 1924 Büroangestellter, später leitete er ein Umzugsunternehmen. Er war auch nach seiner aktiven Karriere für den Rudersport tätig und war Vizepräsident der Émulation Nautique Boulonnaise.